# دوبووو (توتین)
دوبووو (به صربی: Dubovo) یک منطقهٔ مسکونی در صربستان است که در توتین، صربستان واقع شده‌است. دوبووو ۹۱۶ نفر جمعیت دارد.